# Höhndorf
Höhndorf est une commune allemande du Schleswig-Holstein, située dans l'arrondissement de Plön, à deux kilomètres au sud de Schönberg (Holstein). Höhndorf fait partie de l'Amt Probstei qui regroupe 20 communes situées dans la région du même nom.